# آمبودیریانا
آمبودیریانا (به لاتین: Ambodiriana) یک منطقهٔ مسکونی در ماداگاسکار است که در توآماسینا دوم واقع شده‌است. آمبودیریانا ۲۲۶ کیلومتر مربع مساحت و ۹٬۸۶۱ نفر جمعیت دارد.